# くらなり
くらなり（1974年3月14日 - ）はテレビ番組を手がけている構成作家で、吉本興業所属の元お笑い芸人。本名、倉成理。奈良県奈良市出身。奈良大学社会学部卒業。
現在は陣内智則のネタ作家でもある。
中学時代に同級生とコンビを結成し初めて受けたオーディションで合格。MCを務める東野幸治からヒガシノリ賞を贈られた（『お笑いポポロ』より）。
その後、心斎橋筋2丁目劇場にてピン芸人としてデビュー。芸人時代から様々な先輩芸人のネタを手掛け、芸人を引退後もネタ作家として活動する。

## 担当番組

### 現在
- ゴッドタン（テレビ東京）
- 痛快TV スカッとジャパン（フジテレビ）
- さまぁ〜ずの神ギ問（フジテレビ）
- ネタパレ（フジテレビ）
- 今夜はナゾトレ（フジテレビ）

### 過去
- 特捜TV!ガブリンチョ（テレビ朝日）
- くりくりぃむ（ABCテレビ）
- ブルブルアンタッチャブル（ABCテレビ）
- 笑いの金メダル（ABCテレビ）
- ザ・メモリーハンター!（TBS）
- 逆100円ショップ（TBS）
- 銭形金太郎（テレビ朝日）
- ニッポン珍百景（テレビ朝日）
- 上田晋也の日本の宿題（テレビ朝日）
- モトドル（テレビ東京）
- 大人のコンソメ（テレビ東京）
- おしゃれイズム（日本テレビ）
- オオカミ少年（TBS）
- リンカーン（TBS）
- 世界笑える!ジャーナル（TBS）
- お願い!ランキング（テレビ朝日）
- 雨ニモ負ケズ（フジテレビ）
- お笑い圧力団体（フジテレビ）
- レッドゾーン（フジテレビ）
- オレワン（フジテレビ）
- G★ウォーズ（フジテレビ）
- エンタの神様（日本テレビ）
- 森田一義アワー 笑っていいとも!（フジテレビ）
- ヤンヤンJUMP（テレビ東京）
- 明石家さんまのフジテレビ大反省会（フジテレビ）
- 初詣!爆笑ヒットパレード（フジテレビ）
- ジョン万次郎（TBS）
- 爆笑問題×さまぁ〜ず ザ・クレイジートーク（TBS）
- 夢!どうぶつ大図鑑（TBS）
- 奥の深道〜同類くんの旅〜（フジテレビ）
- おノロケ（フジテレビ）
- クイズ・ソモサン・セッパ!（フジテレビ）
- オモクリ監督（フジテレビ）
- 優しい人なら解ける クイズやさしいね（フジテレビ）

## 2011年のスペシャル番組
- 初詣!爆笑ヒットパレード2011（フジテレビ）
- 極限の30秒!プレッシャーゲート（フジテレビ）
- ザ・トラブルシューター〜笑う裁判所〜（フジテレビ）
- 世界一気になるテレビ（フジテレビ）
- 笑っていいとも!2011豪華俳優人気芸人が大集合SP（フジテレビ）
- いきものがたり（TBS）
- なるほど!4コマ理論（テレビ東京）
- 銭形金太郎 直前スペシャル（テレビ朝日）
- 銭形金太郎 復活スペシャル（テレビ朝日）
- GOD EYE（フジテレビ）
- エーカイシャイーカイシャ（フジテレビ）
- 東北魂TV（BSフジ）
- サタデー・ナイト・ライブ JPN（フジテレビ）

## 2012年のスペシャル番組
- 爆笑ヒットパレード2012（フジテレビ）
- 銭形金太郎 春のビンボーさん祭SP（テレビ朝日）
- あなたの知るかもしれない世界（フジテレビ）
- ONOROKE（フジテレビ）
- 最強一休王決定戦 THE TONCHI（フジテレビ）
- FNS27時間テレビ 笑っていいとも!真夏の超団結特大号（フジテレビ）
- どハッピーポー～幸せ発掘バラエティ～（テレビ東京）
- いいね!ヤバイ家族（TBS）
- エンタの神様（日本テレビ）
- THE TONCHI（フジテレビ）
- 見るだけで食べたくなる OKAZU-TV（テレビ東京）

## DVD
- ゴッドタン〜キス我慢選手権 完全版〜（2007年7月18日、ポニーキャニオン）
- ゴッドタン〜マジ歌選手権〜（2007年12月19日、ポニーキャニオン）
- ゴッドタン〜キス我慢選手権レジェンド&限界突破!7本の傑作たち〜（2008年10月15日）
- ゴッドタン「芸人マジ歌選手権レボリューション」（2009年6月17日）
- ゴッドタン「再放送禁止!フルスイング傑作選〜M女VSキモンスターVSドイヒーVSおっぱい見せて〜」（2009年6月17日）
- ゴッドタン「MAJIUTA THE LIVE 完全版」（2009年10月21日）
- ゴッドタン「キス我慢選手権 フォーエバー」（2010年1月27日）
- ゴッドタン「R-18 解禁! ストイック暗記王&傑作集」（2010年1月27日）
- ゴッドタン「キス我慢選手権ファイナル」（2010年9月8日）
- ゴッドタン「絶叫カオス傑作選 大声クイズVS谷桃子VSヒム子」（2010年9月8日）
- ゴッドタン「芸人マジ歌選手権フリーダム」（2011年3月23日）
- ゴッドタン「衝動モンスター傑作選〜団体芸サミットVSキレ女塾VSストイック暗記王〜」（2011年3月23日）
- NETA JIN （2004年8月11日、YOSHIMOTO WORKS/R&C Japan）
- NETA JIN 2 （2007年2月28日）
- NETA JIN 3 （2010年3月3日）